# Wiktor Riaszko
Wiktor Iwanowycz Riaszko, ukr. Віктор Іванович Ряшко, ros. Виктор Иванович Ряшко, Wiktor Iwanowicz Riaszko (ur. 28 stycznia 1964 w Mukaczewie w obwodzie zakarpackim, zm. 19 lipca 2020) – ukraiński piłkarz, grający na pozycji pomocnika, trener piłkarski.

## Kariera piłkarska

### Kariera klubowa
Pierwszy trener Wadym Biłocerkiwski. Rozpoczął karierę piłkarską w amatorskiej drużynie Trudowi Rezerwy Lwów. Potem występował w klubach Bukowyna Czerniowce, Nywa Podhajce/Nywa Brzeżany/Nywa Tarnopol, Kremiń Krzemieńczuk oraz mukaczewskich zespołach Pryładyst Mukaczewo/Karpaty Mukaczewo i Łyżnyk Mukaczewo.

## Kariera trenerska
Po zakończeniu kariery zawodniczej rozpoczął pracę trenerską. Najpierw trenował amatorskie zespoły na Zakarpaciu - Pryładyst Mukaczewo/Karpaty Mukaczewo, Łyżnyk Mukaczewo i Linet Berehowe. W sierpniu 1998 został zaproszony na stanowisko głównego trenera Zakarpattia Użhorod, z którym pracował do końca 2000 roku. W latach 2002–2005 ponownie prowadził Zakarpattia. W 2007 trenował odrodzony FK Mukaczewo, a potem pracował w sztabie szkoleniowym Zakarpattia. W sezonie 2009/10 trenował Nywę Tarnopol. Od kwietnia 2010 wykonywał obowiązki głównego trenera w FK Lwów, z którym pracował do czerwca 2010. Na początku 2012 objął stanowisko dyrektora sportowego klubu Howerła-Zakarpattia Użhorod.